# 5545 Макаров
5545 Макаров (5545 Makarov) — астероїд головного поясу, відкритий 1 листопада 1978 року.
Тіссеранів параметр щодо Юпітера — 3,389.